# Стученко Андрій Трохимович
Андрій Трохимович Стученко (30 жовтня 1904, місто Київ — 18 листопада 1972, місто Москва) — радянський військовий діяч, командувач військ Північного, Приволзького, Закавказького військових округів, начальник Військової академії імені Фрунзе, генерал армії (13.04.1964). Кандидат у члени ЦК КПРС у 1961—1971 роках. Депутат Верховної Ради СРСР 6—7-го скликань.

## Життєпис
Народився в родині робітника. З десятирічного віку працював «хлопчиком» в галантерейному магазині, потім у книжковій крамниці.
У 1919 році Стученко, приховавши вік, намагався вступити до Червоної армії, після чого був зарахований в одну з військових частин, однак через кілька днів захворів на тиф, у результаті чого тривалий час лікувався. З 1920 року служив в одному з батальйонів Трудової армії.
У Червоній армії з квітня 1921 року. З травня 1921 року служив червоноармійцем 17-го окремого батальйону 25-ї Чапаєвської стрілецької дивізії, брав участь у бойових діях проти українських повстанських загонів у районах населених пунктів Цвіткове, Шпола, Лебедин і Киселівка. У вересні 1921 року звільнений в запас через хворобу.
У липні 1922 року повторно призваний до Червоної армії і направлений на навчання на 11-ті кавалерійські курси, дислоковані в місті Біла Церква. Після розформування курсів Стученко був переведений на навчання в 1-ші Кримські кавалерійські курси РСЧА в Сімферополі, після закінчення яких у грудні 1923 року направлений до Єлисаветградської кавалерійської школи імені Першої кінної армії, дислокованої в Єлисаветграді (Зінов'євську).
З 1926 року служив у місті Рогачові в складі 36-го і 34-го кавалерійських полків (6-та Чонгарська кавалерійська дивізія, Білоруський військовий округ) командиром взводу, командиром кулеметного ескадрону і командира взводу полкової школи 34-го кавалерійського полку.
Член ВКП(б) з 1929 року.
У грудні 1930 року призначений командиром кулеметного ескадрону 31-го кавалерійського полку, в липні 1933 року — помічником начальника оперативної частини штабу 6-ї кавалерійської дивізії, а в жовтні 1935 року — начальником штабу 94-го кавалерійського полку 24-ї кавалерійської дивізії, дислокованого в місті Лепелі.
У червні 1936 року направлений на навчання до Військової академії імені Фрунзе, після закінчення якої в січні 1939 року призначений на посаду начальника оперативного відділення штабу 3-го кавалерійського корпусу Білоруського військового округу, дислокованого в Мінську.
У червні 1939 року призначений помічником інспектора кавалерії фронтової групи Далекого Сходу, а в липні 1939 року — інспектором кавалерії фронтової групи Далекого Сходу в місті Читі, після чого брав участь в бойових діях на Халхин-Голі.
У липні 1940 року призначений старшим помічником начальника історичного відділу штабу Далекосхідного фронту, проте в жовтні 1940 року переведений у Військово-повітряні сили і направлений на навчання на оперативний факультет Військової академії командного і штурманського складу ВПС Червоної армії. У червні 1941 року відкликаний з академії.
Учасник німецько-радянської війни. З 30 червня 1941 року перебував у розпорядженні Головного управління кадрів Наркомату оборони СРСР і 6 липня 1941 року призначений командиром 58-го кавалерійського полку 45-ї кавалерійської дивізії 19-ї армії Західного фронту. Учасник Смоленського оборонного бою. З вересня 1941 командував 45-ю кавалерійською дивізією. У В'яземській катастрофі в жовтні 1941 року дивізія потрапила в оточення з більшістю військ фронту, де після запеклих боїв і багаторазових спроб прориву майже повністю загинула. Стученко вийшов із ворожого кільця з групою в 50 бійців.
Після перевірки і перебування в резерві в січні 1942 року призначений командиром 47-го кавалерійського полку 3-ї гвардійської кавалерійської дивізії, а в лютому 1942 року — командиром 20-ї кавалерійської дивізії 2-го гвардійського кавалерійського корпусу генерала Плієва, брав участь у наступальних боях битви за Москву. З квітня 1942 року — командир 11-го гвардійського кавалерійського полку 4-ї гвардійської кавалерійської дивізії. З травня 1942 року — командир 4-ї гвардійської кавалерійської дивізії. З серпня 1942 року — командир 108-ї стрілецької дивізії в складі 5-ї армії Західного фронту. У грудні 1942 року призначений командиром 29-ї гвардійської стрілецької дивізії в складі 30-ї армії Західного фронту.
З серпня 1944 по вересень 1947 року командував 19-м гвардійським стрілецьким корпусом 10-ї гвардійської армії на 2-му Прибалтійському і Ленінградському фронтах. Корпус генерала Стученка брав участь у Прибалтійській стратегічній операції на Ризькому напрямку, в оточенні і блокаді Курляндського угруповання ворога.
У вересні 1947 року призначений командиром 56-го стрілецького корпусу Далекосхідного військового округу, а в листопаді 1950 року — командиром 123-го стрілецького корпусу Приморського військового округу.
У вересні 1951 року направлений на навчання на Вищі академічні курси при Вищій військовій академії імені Ворошилова, після закінчення яких у грудні 1952 року призначений на посаду помічника командувача 11-ї гвардійської армії Прибалтійського військового округу. З вересня 1953 року — командир 2-го гвардійського стрілецького корпусу.
З липня 1954 року — командувач 6-ї загальновійськової армії Північного військового округу (управління армії — в місті Мурманську).
У листопаді 1955 — січні 1956 року — 1-й заступник командувача військ Північного військового округу.
У січні 1956 — квітні 1960 року — командувач військ Північного військового округу.
У квітні 1960 — червні 1961 року — командувач військ Приволзького військового округу.
У червні 1961 — квітні 1968 року — командувач військ Закавказького військового округу.
У квітні 1968 — березні 1969 року — начальник Військової академії імені Фрунзе.
У березні 1969 — 18 листопада 1972 року — військовий інспектор-радник Групи генеральних інспекторів Міністерства оборони СРСР.
Помер 18 листопада 1972 року. Похований на Новодівочому цвинтарі Москви.

## Військові звання
- Капітан (28.12.1935)
- Майор (29.02.1938)
- Підполковник (28.04.1940)
- Полковник (2.10.1942)
- Генерал-майор (29.01.1943)
- Генерал-лейтенант (11.07.1945)
- Генерал-полковник (8.08.1955)
- Генерал армії (13.04.1964)

## Нагороди
- два ордени Леніна (6.05.1946, 29.10.1964)
- чотири орденів Червоного Прапора (4.03.1943, 3.11.1944, 15.11.1950, 6.10.1968)
- орден Суворова ІІ ст. (30.07.1944)
- орден Кутузова ІІ ст. (28.09.1943)
- орден Вітчизняної війни І ст. (29.06.1945)
- медалі